# Giorgio Tonini
Giorgio Tonini (Roma, 5 gennaio 1959) è un giornalista e politico italiano.
È stato senatore della Repubblica dal 30 maggio 2001 al 22 marzo 2018, per 4 legislature (XIV, XV, XVI, XVII) dove ha ricoperto vari incarichi parlamentari, tra cui quello di Presidente della 5ª Commissione Bilancio del Senato della Repubblica.

## Biografia
Nasce a Roma, ma vive a Trento; è sposato con Angelia Goio e ha sette figli.
Nel 1983 si è laureato in filosofia all'Università degli Studi di Roma "La Sapienza", con una tesi sul tema del "sensus communis" nelle opere del giovane Vico, con relatore Tullio Gregory. Negli anni dell’Università è stato presidente della Federazione Universitaria Cattolica Italiana (FUCI) dal 1979 al 1983, poi vicepresidente del Movimento ecclesiale di impegno culturale (MEIC) per sei anni, dal 1985 al 1989, e per tutti gli anni '80 è stato membro della Presidenza e del Consiglio nazionale dell'Azione cattolica fino al 1989.

### Attività professionale
Dal 1983 al 1984 ha lavorato come caporedattore della rivista internazionale Notes et documents de l'Institut International "Jacques Maritain". 
Dal 1984 al 1989 ha lavorato alla Confederazione Italiana Sindacati Lavoratori (CISL), come redattore di "Conquiste del Lavoro" e assistente alla segreteria generale con Pierre Carniti e Mario Colombo. 
Dal 1989 al 1999 ha lavorato come giornalista alla Provincia autonoma di Trento. In quel periodo ha fondato e poi diretto Didascalie, la rivista della scuola trentina. Dal 1993 è giornalista professionista.

### Attività politica

#### Gli inizi
Nel 1993 è stato tra i promotori del referendum per la riforma elettorale di Mariotto Segni e uno dei fondatori del movimento politico Cristiano Sociali, di cui è stato coordinatore politico dal 1999 al 2002.
Alle elezioni politiche del 1994 è stato candidato al Senato nel collegio uninominale di Trento per i Progressisti, ottenendo il 25,28% e venendo sconfitto da Elisabetta Bertotti, sostenuta da Lega Nord e Forza Italia (29,23%).
Nel 2000, con Walter Veltroni segretario dei Democratici di Sinistra (DS), è diventato membro della segreteria nazionale e Responsabile nazionale del dipartimento Scuola, Università e Ricerca dei DS.
È stato vicepresidente della Fondazione Italia USA.

#### Elezione a senatore
Alle elezioni politiche del 2001 è candidato per la prima volta al Senato della Repubblica nel collegio uninominale Toscana 6 (Pistoia) con L'Ulivo (in quota Democratici di Sinistra): ottiene il 47,04% dei consensi, superando Francesco Bosi della Casa delle Libertà (40,39%), e viene eletto senatore della XIV Legislatura.
Alle elezioni politiche del 2006 è ricandidato al Senato nel collegio uninominale Trentino-Alto Adige 1 (Trento) in quota DS, venendo sostenuto da Südtiroler Volkspartei e dai partiti che componevano L'Unione (tra cui L'Ulivo, IdV, FdV, RNP, PRC, PdCI ed altri minori): ottiene il 48,83% dei voti (contro il 43,19% dello sfidante di centrodestra Sergio Divina) e viene rieletto. Si iscrive inizialmente al gruppo parlamentare de L'Ulivo (che riuniva al proprio interno gli esponenti di La Margherita e dei DS), tuttavia, dopo circa un mese, il 18 maggio 2006, passa per motivi tecnici al gruppo Per le Autonomie (che riuniva al proprio interno i senatori del SVP), rimanendo all'interno di esso sino alla fine della legislatura.

##### Nascita del Partito Democratico
Il 14 ottobre 2007, con lo scioglimento dei Democratici di Sinistra, aderisce al Partito Democratico, dove è uno dei dodici "saggi" che hanno redatto il Manifesto del PD.
Dal 4 novembre 2007 fino alle elezioni politiche del 2008 è stato uno dei 17 membri dell'esecutivo nazionale del partito, nominati dal segretario Walter Veltroni, come Responsabile nazionale PD con delega all'Economia nella Segreteria nazionale del segretario Walter Veltroni. Successivamente è stato responsabile dell'Area studi, ricerche e formazione del Partito Democratico.
Alle elezioni politiche del 2008 è ricandidato al Senato per la regione Marche come capolista del Partito Democratico, venendo eletto per la terza volta senatore.
Alle elezioni primarie del PD nel 2009 sostiene la mozione di Dario Franceschini (che perde, arrivando secondo con il 34,27% dei voti), candidandosi quale espressione locale della "mozione Franceschini" alla segreteria del PD trentino, ma perderà, non riuscendo ad ottenere la maggioranza dei consensi.
Alle elezioni politiche del 2013 è ricandidato per la quarta volta al Senato nel collegio elettorale Trentino-Alto Adige 3 (Pergine Valsugana) in quota PD, venendo sostenuto da Südtiroler Volkspartei, Unione per il Trentino, Partito Autonomista Trentino Tirolese, oltreché dal PD stesso: ottiene il 43,52% dei consensi (contro il 28% del candidato di Popolo della Libertà e Lega Nord Sergio Divina e il 21,39% di Andreas Perugini del Movimento 5 Stelle) e viene rieletto. Al Senato è capogruppo del PD in Commissione Affari Esteri e relatore della legge di riforma della cooperazione allo sviluppo.
Il 16 settembre 2014 viene nominato Responsabile nazionale del PD con delega a Federalismo, Territorio ed Europa nella 2ª Segreteria "unitaria" del Segretario Matteo Renzi. È vicino alla corrente dell'ex segretario PD Walter Veltroni, molto vicino ai renziani.
Il 22 ottobre 2015 è eletto nuovo Presidente della 5ª Commissione permanente (Bilancio) del Senato della Repubblica subentrando ad Antonio Azzollini (NCD), dimessosi il luglio precedente dopo la richiesta di arresto per l'inchiesta Divina Provvidenza. Tonini riceve 15 voti su 17 votanti (con un voto a Giorgio Santini (PD) e una scheda bianca); viene sostenuto da PD, NCD, Per le Autonomie, ALA e Fare!. Non partecipano al voto gli esponenti di Forza Italia, M5S, Lega Nord, GAL, Conservatori e Riformisti e Sinistra Ecologia Libertà.
Il 14 gennaio 2016 è tra i 31 parlamentari, soprattutto di area cattolica, del PD a firmare un emendamento contro l'articolo 5 del disegno di legge Cirinnà riguardante l'adozione del figlio del partner.
Dopo 17 anni trascorsi ininterrottamente in Parlamento non si ricandida alle elezioni politiche del 2018.

#### Candidato presidente della Provincia autonoma di Trento
Alle elezioni provinciali di Trento del 21 ottobre 2018 è candidato alla presidenza della provincia, con il sostegno, oltre che del PD, anche di Unione per il Trentino e Futura 2018, non riceve tuttavia l'appoggio del PATT. I risultati lo vedono perdere la sfida con 25,40% contro il rivale del centro-destra, il leghista Maurizio Fugatti, che ottiene invece il 46,74%. Tonini viene eletto consigliere provinciale e regionale.

## Incarichi parlamentari
- Membro della 12ª Commissione permanente (Igiene e sanità) e capogruppo dei DS, dal 22 giugno 2001 al 6 ottobre 2003
- Membro della Commissione parlamentare per l'infanzia dal 26 settembre 2001 al 27 aprile 2006
- Membro della 3ª Commissione permanente (Affari esteri, emigrazione) e capogruppo dei DS dal 3 ottobre 2003 al 27 aprile 2006
- Vicepresidente della 3ª Commissione permanente (Affari esteri, emigrazione) dal 6 giugno 2006 al 28 aprile 2008
- Membro della 4ª Commissione permanente (Difesa) dal 6 giugno 2006 al 7 giugno 2006
- Membro della Commissione di vigilanza servizi radiotelevisivi dall'11 settembre 2006 al 28 aprile 2008
- Membro della Commissione di inchiesta sull'uranio impoverito dal 18 novembre 2006 al 28 aprile 2008
- Membro della 3ª Commissione permanente (Affari esteri, emigrazione) dal 22 maggio 2008 e, dal 12 ottobre 2010, capogruppo PD nella stessa Commissione
- Membro della Delegazione del Parlamento italiano presso l'Assemblea parlamentare della NATO
- Presidente della 5ª Commissione Bilancio del Senato della Repubblica dal 22 ottobre 2015

## Libri
- La ricerca e la coscienza. La procreazione assistita tra legge e referendum, prefazione di Giuliano Amato, Roma, Edizioni Riformiste, 2005.
- Con Enrico Morando, L'Italia dei Democratici, prefazione di Matteo Renzi, 2ª ed., Venezia, Marsilio, 2013  [2012], ISBN 978-88-317-1334-4.